# Deutscher Kulturverband
Německý kulturní spolek (německy Deutscher Kulturverband, zkr. DKV) bylo sdružení českých Němců, založené v roce 1919 jako nástupnická organizace na území Československa.

## Historie
Sdružení bylo založeno 2. listopadu 1919 v Praze Ludwigem Kriegem a dalšími bývalými členy pražského Německého školského spolku. Reorganizace tohoto spolku se sídlem ve Vídni byla vynucena československými úřady, které ve smyslu spolkového zákona z roku 1867 požadovaly reorganizaci a sídlo v ČSR. Předsedou nového spolku byl jednomyslně zvolen Rudolf Funke.
Hlavní cíle spolku spočívaly v zachování a posilování německého folklóru v českých a moravských oblastech.
Stejně jako ostatní národní spolky považoval i DKV svou činnost za přísně apolitickou, přestože byl aktivní v oblasti vybavování škol, financování učitelů a učebních materiálů a udělováním stipendií v rámci německé menšiny.

Kulturní spolek měl 2 700 místních skupin s 500 000 členů. Většina z nich byli sudetští Němci žijící v německo-českém pohraničí. V roce 1933 měl spolek 3100 poboček po celém Československu.

Po obsazení Československa v roce 1939 a sjednocení činnosti spolku do souladu s nacistickými ideály se DKV pod vedením předsedy Augusta Gessnera zapojil do politiky nacionálních socialistů v protektorátu Čechy a Morava. 

## Publikace
V letech 1922-1938 vydával Německý kulturní spolek na objednávku svého vedení roční kalendář.

## Význační členové
- Bruno Nowak (1901-1940), spisovatel (pseudonym Gottfried Rothacker )

- Bruno Nowak (1901-1940), spisovatel (pseudonym Gottfried Rothacker )